# Robert Lepage
Robert Lepage (ur. 12 grudnia 1957 w Quebecu) – kanadyjski reżyser teatralny i filmowy, scenograf, scenarzysta i aktor. Jedna z najsłynniejszych postaci kultury kanadyjskiej. W 1978 ukończył studia aktorskie na Konserwatorium Sztuki Dramatycznej w Quebecu, następnie był uczniem Alaina Knappa w Paryżu. Tworzy ze swoją grupą Ex Machina w mieście Québec. Jego teatr cechuje się wyjściem z klasycznego pojęcia teatralności przede wszystkim przez wykorzystanie najnowszych osiągnięć technologicznych, takich jak m.in. wizualizacje 3D. 
W 2004 pojawił się w Polsce ze spektaklem Trylogia smoków.